# 언어변종
언어학에서 변종(變種, 영어: variety)이란 방언을 일반화하여 확장시킨 개념으로, 동일한 언어 내부에서 특정집단 또는 개인에 의해 사용되는 언어의 여러 변이체들을 일컫는다.

## 유형
주요한 언어변종의 유형은 다음과 같다.
- 지역변종: 흔히 말하는 지역적 방언을 일컫는다.
- 표준변종: 국가나 기타 권위에 의해 정해진 표준어를 일컫는다.
- 사회변종: 지배계급, 중산층, 빈민층 등 사회 계급 및 집단마다 보이는 특징적인 언어형을 가리킨다. 사회방언이라고도 한다.
- 상황변종: 특정한 직업 또는 직장 등 상황에 따라 구분하여 사용하게 되는 고유의 언어변종. 사용역(register)이나 어체(style) 등이 이 개념에 포함된다.
- 민족변종: 흑인 영어 등 인종이나 민족에 의해 구별되는 독특한 언어변종
- 가정변종: 각각의 가정 내에서 사용되는 언어변종
- 개인변종: 각 개별 인간마다 가지고 있는 언어변종(말투, 어조 및 자주 쓰는 단어 등 타인과 구별되는 개인). 개인방언(idiolect)이라고도 한다.

특정언어의 화자는 몇 종류의 언어변종을 습득하고 있기 때문에, 상황에 따라 적당한 언어변종을 구분해서 사용하는 것이 일반적이다. 언어변종은 그 언어변종을 말하는 집단에 대한 귀속의식, 연대감, 자기정체성 등과 연관된다. 서울말을 구사하는 지방 출신 사람이 서울에서 같은 고향사람을 만난 경우, 그 지역의 방언을 통해 친밀감을 표시하거나, 아르바이트생이 손님에 대해서는 아르바이트생으로서의 상황변종을 사용하고 아르바이트가 끝나면 친구들과 편한 말로 돌아오는 것 등이 일례이다.

## 같이 보기
- 방언
- 방언연속체